# Hiranuma Kiichirō

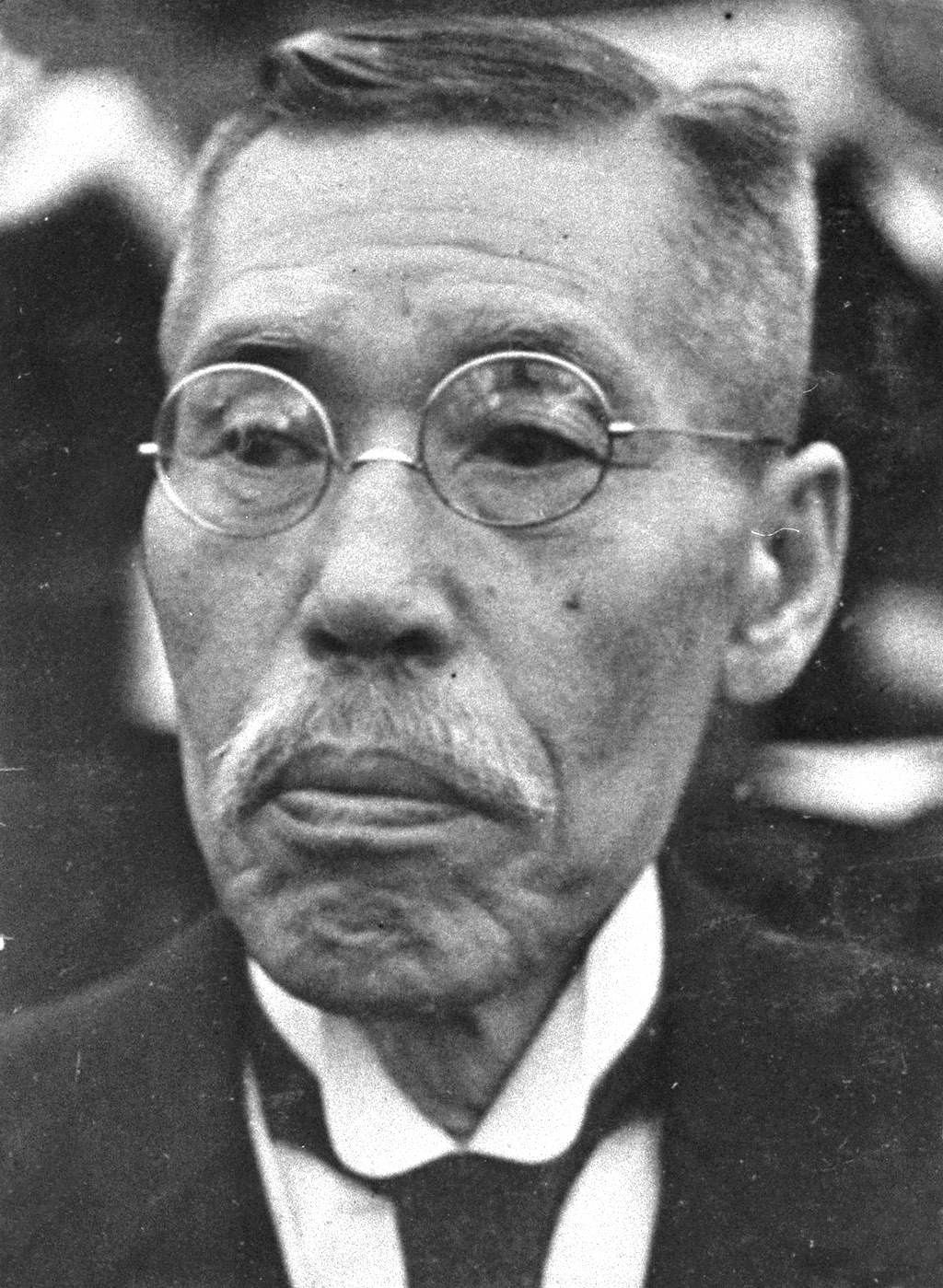
Hiranuma Kiichirō.

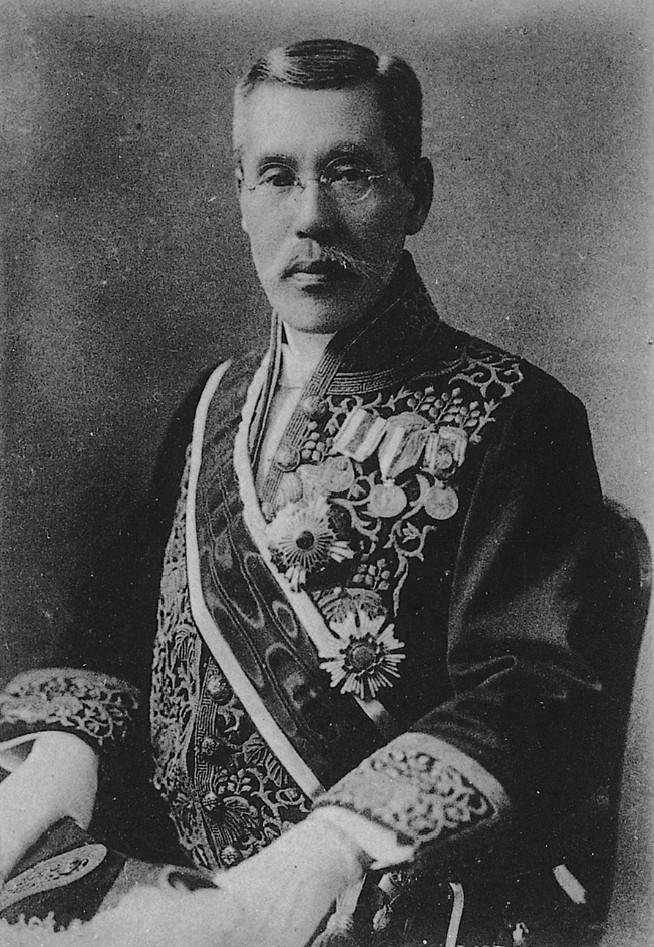
Hiranuma Kiichirō.

Hiranuma Kiichirō (japanisch 平沼 騏一郎; * 28. September 1867; † 22. August 1952) war der 35. Premierminister Japans.

## Biographie
Hiranuma trat 1888 als Absolvent der juristischen Fakultät der Universität Tokio in das Justizministerium ein und war dort als Staatsanwalt tätig. 1912 wurde Hiranuma Oberstaatsanwalt. In der Folge führte Hiranuma den Vorsitz im Obersten Gerichtshof, bekleidete im zweiten Kabinett Yamamoto Gombei das Amt des Justizministers und betrat damit die politische Bühne. 1926 organisierte er die nationalistische Vereinigung Kokuhonsha und war deren Präsident. Zu dieser Zeit knüpfte er Kontakte zu Mazaki Jinzaburō und Sadao Araki von der Armee und zu Katō Hiroharu und Suetsugu von der Marine, die ein diktatorisches und autoritäres Militär-Kabinett anstrebten. Im Jahre 1936 wurde Hiranuma auf Vorschlag Hirotas, welcher soeben Premier geworden war, Vorsitzender im Geheimrat. Allerdings hatte Hirota Hiranuma zur Auflage gemacht, dass er sich von den rechten Kreisen distanzieren müsse. Aus diesem Grunde löste Hiranuma die nationalistische Kokuhonsha auf.
Im Januar 1939 trat Hiranuma sein Amt als Premierminister in der Nachfolge von Konoe Fumimaro an. Zu diesem Zeitpunkt verhandelten Ōshima Hiroshi als japanischer Botschafter in Berlin und Shiratori als Botschafter in Rom mit den Regierungen Deutschlands und Italiens über einen Militärpakt. Als jedoch das Deutsche Reich im August 1939 überraschend einen Nichtangriffspakt mit der Sowjetunion abschloss, zog Hiranuma die Konsequenzen aus der gescheiterten Bündnispolitik und trat zurück. Hiranumas Worte beim Rücktritt waren: „Die europäische Welt ist doch komplex und sonderbar.“ Indessen blieb Hiranuma politisch aktiv. So war er im zweiten Kabinett Konoe zunächst Minister ohne Geschäftsbereich, anschließend Innenminister und schließlich 1945 Vorsitzender im Geheimrat. Vom Internationalen Militärgerichtshof wurde Hiranuma zu lebenslanger Haft verurteilt. 1952 wurde er begnadigt und starb im selben Jahr in Freiheit.

## Familie
Hiranumas Urgroßneffe und Adoptivsohn Takeo war von 1980 bis 2017 Unterhausabgeordneter und zwischenzeitlich auch Verkehrs- und Wirtschaftsminister.